# 自由塔 (澎湖)
自由塔，位於台灣澎湖縣馬公市，是為紀念韓戰結束後投奔自由陣線戰俘而設立的紀念碑，2015年（民國104年）1月28日登錄為澎湖縣歷史建築。

## 建物背景

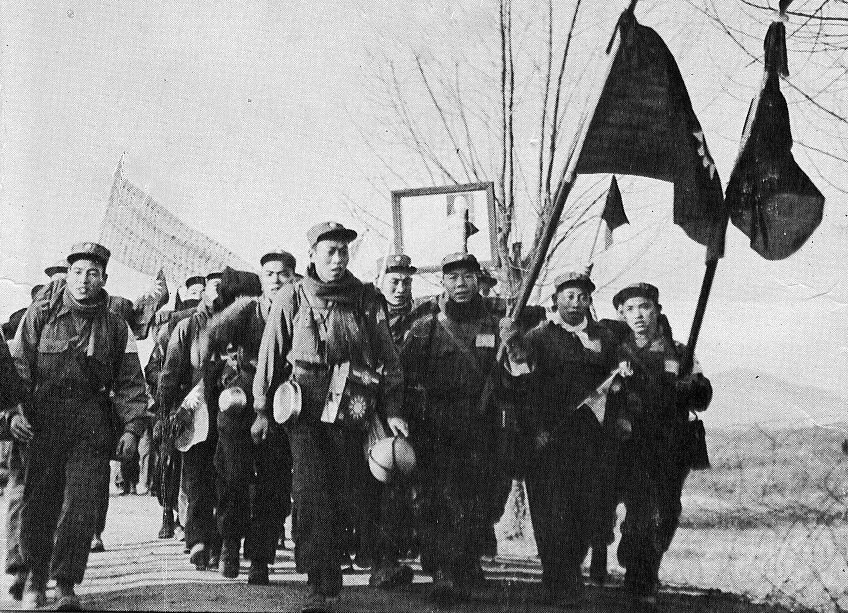
志願軍戰俘赴台

1954年中華民國設立世界自由日並宣傳時，在澎湖各界青年也為響應「反共義士自由日運動」，而聯合起來發表「澎湖青年響應反共義士自由日運動宣言」，並決議在1月23日零時前後舉行不夜天大會，並募款建造「自由塔」一座，以慶祝紀念之。自由塔於1月23日奠基，3月6日開工，3月29日竣工，由時任澎湖防衛部司令官劉安祺剪綵。
近年，自由塔的泥塑徽章及字體損壞，塔座出現龜裂跡象，後由文化局在2015年1月28日登錄為澎湖縣歷史建築，並在2020年進行修復工程，同年11月15日舉行揭牌啟用儀式。

## 碑身設計
自由塔碑高十餘公尺，以黑白兩色碎石與水泥為建材，正面書寫「自由塔」，背面書寫「中華民國四十三年一月二十三日 澎湖各界青年建」，塔尖端嵌有紀念泥塑徽章之「自由徽」，徽上繪有中華民國國旗與韓國國旗。

## 外部連結
- 自由塔 - 澎湖知識服務平台 （页面存档备份，存于）
- 自由塔-文化部iCulture-文化空間 （页面存档备份，存于）